# Abraham Wild
Abraham Wild (* 8. Juli 1628 in Schwanden; † 13. Juli 1689 in Glarus) war ein Schweizer evangelischer Geistlicher.

## Leben

### Familie
Abraham Wild war der Sohn von Niklaus Wild und dessen Ehefrau Anna (geb. Tschudi).
Er war seit 1650 mit Anna Maria, Tochter von Johann Balthasar Pfändler, verheiratet.

### Werdegang
Abraham Wild wurde 1650 in Zürich ordiniert und im gleichen Jahr zum Pfarrer in Matt ernannt.
Er wurde 1658 Camerarius und Chorrichter, bevor er 1665 zum Diakon in Glarus gewählt wurde. Von 1675 bis 1689 war er Pfarrer, in dieser Zeit wurde er 1678 zum Dekan ernannt.

### Berufliches und Geistliches Wirken
Abraham Wild erteilte Lateinunterricht und bereitete angehende Studenten auf die Zürcher Hohe Schule vor und war im Auftrag des Evangelischen Glarner Rats Gutachter bei interkonfessionellen Glarner Streitigkeiten. Er veröffentlichte mehrere Predigten, darunter drei Predigten, in der er eine Beziehung der Türkengefahr zur Apokalypse des Johannes herstellte, und die Erbauungsschrift Seelen-Angst Christi, die 1664 im Druck erschien.
Als 1683 in Baden die sogenannte Falschen Zusage vom 8. Juni 1532 gedruckt wurde, widerlegte er diese ausführlich in seiner Schrift Ehren-Rettung des Lands Glarus, die allerdings nur als Handschrift vorliegt; in dieser wollte er beweisen, dass das Vorgeben der Katholiken durch den Vertrag von 1532, die Feier der Messe sei für das ganze Land zugesagt worden, durchaus nicht der Wahrheit entspreche.
Er pflegte Briefkontakte unter anderem mit dem Zürcher Theologen Johann Heinrich Heidegger, der sich 1686 für eine Einigung der reformierten Kirche mit der lutherischen einsetzte.

## Schriften (Auswahl)
- Seelen-Angst Christi: das ist grundtliche Erklärung, was von dem innerlichen Leiden unsers Herren und Heilands Jesu Christi zuhalten seye: worinn der evangelischen Kirchen Lehre von disem Artikel aussgesetzet, erläuteret, auss Gottes Wort, aussder alten Blätteren und dess gegentheils Schrifften bekräftiget. Getrukt zu Zürich: Bey Johann Heinrich Hamberger, in Verlegung Joh. Wilhelm Simlers Buchh, 1664; doi:10.3931/e-rara-9901.
- Türcken-Posaun: Das ist, Drey Christliche Predigen über Die sechßte Offenbarungs Posaun Apoc. IX. in welcher gehandelt wird Von der Türcken Kriegswesen, Religion: Ursachen und Artzneyen dises Jamers; zusamt vilfaltigem Trost; Alles auf gegenwärtige Zeiten gerichtet. Zürich; Basel Weyß 1664.
- Ehren-Rettung des Lands Glarus. 1686.[6]